# Francesco Peretti di Montalto
Pour les articles homonymes, voir Peretti.
Francesco Peretti di Montalto (né  à Rome, capitale de l'Italie, en 1595 et mort à Rome, le 4 mai 1655) est un cardinal italien du XVIIe siècle. Il est un arrière-petit-neveu du pape Sixte V et un neveu du cardinal Alessandro Damasceni Peretti (1585).

## Biographie
Francesco Peretti di Montalto est le dernier descendant de la famille, mais il choisit enfin pour l'état religieux.
Il est créé cardinal   par le pape Urbain III lors du consistoire du 16 décembre 1641. En 1650 il est élu archevêque de Monreale.
Le cardinal Peretti participe au conclave de 1644, lors duquel Innocent X est élu et au conclave de 1655 (élection d'Alexandre VII). Il est camerlingue du Sacré Collège en 1653-1654. 

## Succession apostolique
Francesco Peretti di Montalto a ordonné les évêques suivants :
- Évêque Francesco Gisulfo e Osorio (it) (1650)
- Évêque Andreas Lanfranchi (en), C.R. (1651)
- Évêque Benedetto Geraci (en) (1651)
- Archevêque Francisco de Rojas-Borja y Artés (ca) (1653)
- Cardinal Federico Borromeo (1654)